# Egnazia
Ne doit pas être confondu avec Via Egnatia.
Egnazia, Egnatia ou Gnatia est une cité portuaire antique d'Italie, près de l'actuelle ville de Fasano, dans les Pouilles.

## Histoire
Le plus ancien habitat humain permanent connu sur ce site date de l'âge du bronze (XVe siècle av. J.-C.). 
Au cours du XIe siècle av. J.-C. Egnatia a une population de Iapyges, et au VIIIe siècle av. J.-C. de Messapiens, ainsi que l'ensemble du Salento.  
Au cours du VIe siècle av. J.-C., avec la colonisation grecque, elle est intégrée dans la Grande-Grèce, puis, à la fin de IIIe siècle av. J.-C., à la confédération romaine. Sous l'Empire romain, Egnatia était un important carrefour commercial, passage obligatoire aussi bien par la terre que par la mer. La Via Traiana rejoint la route côtière, à 50 km au sud-est de Baryum (actuellement Bari).  
Épiscopat pendant la période paléo-chrétienne, la ville est progressivement abandonnée au cours du haut Moyen Âge tandis que le paludisme se propage dans la région avec les moustiques anophèles, et que les attaques des pirates vandales, dalmates puis sarrasines se multiplient.

## Vestiges
Ce qui restait des murs de la ville antique a été presque entièrement détruit il y a environ un siècle et a fourni des matériaux de construction. Les murs ont été décrits comme ayant atteint par endroits 7,3 m d'épaisseur et 16 de hauteur.  
Les fouilles archéologiques ont permis de découvrir de nombreux vestiges, artefacts et offrandes funéraires. Longtemps laissé à l'abandon et aux mains des tombaroli, le site a fait l'objet de fouilles méthodiques en 1912, 1939, 1964 et 1978, année qui a vu la construction de l'actuel musée archéologique. Les fouilles ont été reprises en 2001 et se poursuivent encore sous l'égide de l'Université de Bari en collaboration avec la commune de Fasano. Une importante collection d'antiquités d'Egnatia est conservée à Fasano, néanmoins les pièces les plus remarquables se trouvent au musée de Bari. 